# Сант Аполинаре ин Класе
Базиликата „Сант Аполинаре ин Класе“ (на италиански: Basilica di Sant'Apollinare in Classe) е архитектурен паметник на ранновизантийското изкуство, в района Класе в пристанищната част на Равена, Италия.
Тя е украсена с най-късните от равенските мозайки от юстиниановия период. През 1996 г. базиликата заедно с още 7 други раннохристиянски паметници в Равена е включена в Списъка на световното културно и природно наследство на ЮНЕСКО.

## История
Строежът на базиликата започва през втората четвърт на VI век равенският епископ Урсцин над гроба на първия равенски епископ Аполинарий Равенски. Строителството се финансира със средства на гръцкия банкер Юлиан Аргентарий (който финансира също и строителството на другата прочута равенска базилика „Сан Витале“).
Храмът е осветен на 9 май 549 г. от 27-ия епископ на Равена Максимиан Равенски. Главна реликва на църквата са мощите на Свети Аполинарий, открити по време на строителството.
През 856 г. поради заплаха от вражески нападения, мощите са пренесени зад градските стени на Равена в базиликата „Сант Аполинаре Нуово“. Едва през 1748 г. мощите на светеца са върнати обратно в старата базилика, като са положени в главния олтар на храма, а не в криптата, където се съхранявали първоначално.
В течение на VI—IX век е създадена мозаичната украса на базиликата. През X век към нея са пристроени нартекс и ротонда-камбанария. След опустошението на Равена от венецианците през 1449 г. първоначалните мозайки са запазени само в апсидата на храма.
През март 1001 г. в манастира, разположен при базиликата, пребивава император Отон III. За прогонения от Рим император, който тежко преживява неуспеха на замисъла си за възстановяване на предишната Римска империя, проведения в манастира велик пост, води до дълбок духовен прелом. Наставник на императора става отшелникът Ромуалд Равенски, който го убеждава да се оттегли от светския живот в манастир (запазени са неговите пророчески думи: „Ако тръгнеш към Рим, вече няма да видиш Равена“), и Отон III започва сериозно да обмисля това. По късно обаче, под влияние на своите съветници, императорът се завръща в политическия живот и започва подготовка за поход към Рим, но умира през следващата 1002 г. В базиликата се съхранява мемориален надпис, напомнящ за тези събития.

## Архитектура
Базиликата е трикорабна, построена от тънки червени тухли (48х4 см.), скрепени с хоросанов разтвор. Фасадата е украсена с лангобардска аркатура: между плоските пиластри са разположени неголеми двойни арки. Светлината прониква в храма през високите полукръгли прозорци на фасадата и многобройните прозорци на централния и страничните кораби.
Базиликата е с размери 55,58 на 30,3 м. Вътрешното пространство е разделено на 3 кораба (нефа). Централният неф е ограничен от 2 реда от по 12 колони, поставени върху квадратни бази и увенчани с капители. Колонадите държат аркада, на която в медальони в хронологически ред са разположени фрески с изображения на равенски епископи, изписани през XVIII век. Централният кораб завършва с петстенна апсида с 5 прозореца. Апсидата е повдигната над нивото на пода на централния кораб и към нея води широко стълбище, построено през 1723 г. и реставрирано през 1909 г.
На пода на базиликата, в североизточния и югозападния ъгъл, са съхранени фрагменти от оригиналната подова мозайка.
Под главния олтар на базиликата е разположена крипта, в която са съхранявани мощите на Свети Аполинарий до 856 г. В страничните кораби се намират и 10 много добре запазени средневековни саркофага, в част от които са погребани равенски епископи.
Към базиликата е пристроена и цилиндрична камбанария с височина 37,5 метра и диаметър 6,17 метра.

## Мозайки
Базиликата е украсена с най-късните равенски мозайки от средата на VI век, от които са запазени само тези в апсидата. Останалите мозайки са били създадени през втората половина на VII и в IX век.
В апсидната конха се намира мозайка с необичайна за византийското изкуство сцена Преображение Господне. В нея Исус Христос алегорично е олицетворен с кръст, украсен със скъпоценни камъни и разположен в тъмносиня мандорла, обсипана със златни звезди. В центъра на кръста е малък медальон с образа на Христос. Над кръста е изписан акронима ΙΧΘΥC, по раменета на кръста гръцките буквы Α и Ω, а в подножието на кръста латинския надпись SALUS MUNDI – „Спасител на света“. Присъстващите на събитието апостоли са изобразени като агнета. Високо в облаците е благославящата божия десница и полуфигури на пророците Моисей и Илия.
Сцената на Преображението е разположена в центъра на райската градина, пълна с дървета и цвета. В центъра и е фигурата на Свети Аполинарий в поза „оранта“ с вдигнати към небето ръце. Встрани от фигурата на светеца са 12 белоснежни овце, а между тях храсти бели лилии.
Между прозорците на апсидата са мозаечните портрети на равенските епископи, приемници на Свети Аполинарий: Еклесий, Север, Урсус и Урсцин, държащи в ръце евангелия.
На страничните стени са разположени два големи мозайки. Едната е Ветхозаветни жертвоприношения, с изобразени 3 библейски сюжета: Жертвоприношението на Авраам, Жертвата на Авел и Жертвоприношението на Мелхиседек. Другата е Даряване на привилегии на равенската църква, на която византийският император Константин IV Погонат в обкръжението на своите велможи и свещенослужители връчва на дякона на равенската церкви свитък с латинския надпис PRIVILEGIA.
Фронтонът, отделящ апсидата от централния кораб е украсен с по-късна мозайка от VII или IX век. В центъра на композицията е медальон с образа на Исус Христос, държащ в ръце Евангелие. От двете му страни са фигури на евангелистите, а под него са 12 овце, символизиращи дванадесетте апостола, излизащи от вратите на градовете Йерусалим и Витлеем.
Върху арките са изображения на палми на фона на тъмносиньо небле. Тези мозайки са най-старите от украсяващите фронтона (средата на VI век). От този период са и разположените на стълбовете на арките образи на архангелите Михаил и Гавраил в дрехи на византийски сановници, държащи православни хоругви с надписи на гръцки език: Ἅγιος, Ἅγιος, Ἅγιος (свят, свят, свят). Под изображениянта на архангелите са фигурите на евангелистите Матей (от ляво) и Лука (отдясно), добавени вече в XII век.
Мозайките на Сант Аполинаре ин Класе са ценен образец на раннохристиянското монументално изкуство, създадено в стила и техниката на византийската мозайка.